# Saint-Marc-des-Carrières
Saint-Marc-des-Carrières è un comune del Canada, situato nella provincia del Québec, nella regione di Capitale-Nationale.